# Autoclès
Autoclès (en grec ancien : Aὐτοκλῆς) est un stratège athénien.
Originaire d'Evonýmia, il est l'un des envoyés athéniens habilités à négocier la paix avec Sparte en 371 av. J.-C..